# رحناشة
الرَّحْنَاشَة أو السلمون الإفريقي (الاسم العلمي Protopterus) هو جنس من الأسماك الرئوية، يعيش في أفريقيا ويمتاز بزعانفه الزوجية الرفيعة، وهو يدخل أيضًا في الفصل الجاف في سبات يمكن أن يدوم بضعة شهور.
يوجد منه أربعة أنواع، واحد منها يوجد في أنهار غربي أفريقيا (P.annectans)، والثاني في مياه حوض النيل والكونغو والبحيرات الكبرى في شرقي أفريقيا (P.aethiopicus)، والنوع الثالث في الكونغو (P.dollei)، والنوع الرابع في شرقي أفريقيا (P.amphibius).